# Earl Williams (Musiker)
Earl Williams (* 1938 in Detroit; † 23. Januar 2013) war ein US-amerikanischer Jazzmusiker (Schlagzeug).

## Leben und Wirken
Williams begann mit elf Jahren Schlagzeug zu spielen; er studierte dann am Detroit Conservatory of Music und am Detroit Institute of Musical Arts. Bereits mit 14 Jahren trat er als professioneller Musiker im Raum Detroit auf. Ein Jahr nach Abschluss der Highschool ging er mit der Bigband seines Vaters Paul „Hucklebuck“ Williams auf Tournee; in der Band spielte er mit Stars wie Ruth Brown, Chuck Berry, Paul Anka, Frankie Avalon, Sam Cooke und Big Joe Turner. 1957 entstanden in Chicago erste Aufnahmen mit dem Sänger Bobby Parker für Vee Jay Records. Nachdem er die Band seines Vaters verlassen hatte, zog er nach New York City, um dort bei Eddie Heywood zu spielen. Schließlich fand er eine Anstellung in der Hausband des Apollo Theater. In den folgenden Jahren arbeitete Williams als Studiomusiker auch für Rundfunk und Werbung sowie als Theatermusiker am Broadway in A Chorus Line und Doctor Jazz (1975). Im Bereich des Jazz spielte er ab den frühen 1960er-Jahren u. a. mit Jimmy Hamilton, Galt MacDermot, Willis Jackson, Marion Williams, The Manhattan Transfer, Randy Weston, Lawrence Lucie, Ron Carter, mit der Harlem Underground Band (u. a. mit George Benson), der No-Gap Generation Jazz Band (mit Paul Quinichette) in den 1990ern noch mit Hal Singer und Tsuyoshi Yamamoto (Dinah). Im Bereich des Jazz war er zwischen 1957 und 1998 an 32 Aufnahmesessions beteiligt.
Williams unterrichtete an Schulen, Colleges und kulturellen Einrichtungen. Er war außerdem Artist in Residence am Oklahoma Summer Arts Institute und am Doane College; ferner lehrte er an der New York University und am Bronx Community College. Instrumentalunterricht gab er Old Westbury College der State University of New York und am Five Towns College.